# Ardmore, Alabama
Ardmore är en ort i Limestone County i Alabama. Vid 2010 års folkräkning hade Ardmore 1 194 invånare.
Ardmore gränsar till Ardmore i grannstaten Tennessee.